# Distrito de El Carmen de la Frontera
El distrito de El Carmen de la Frontera es uno de los ocho que conforman la provincia de Huancabamba ubicada en el departamento de Piura en el norte del Perú.  Limita por el norte con la República del Ecuador, por el sur con el distrito de Huancabamba; por el este con el distrito de Namballe (San Ignacio, Cajamarca); y, por el oeste con el distrito de Pacaipampa y el distrito de Ayabaca. Se autodenomina "distrito rural y fronterizo".
Desde el punto de vista de la jerarquía de la Iglesia católica, forma parte de la diócesis de Chulucanas.

## Historia
El distrito fue creado el 4 de diciembre de 1964 mediante Ley N° 15248, en el primer gobierno del Presidente Fernando Belaúnde.

## Geografía
Tiene una extensión aproximada de 678,24 km² y está ubicado al noreste de Huancabamba (a 264 km de Piura y a 25 km de la ciudad de Huancabamba). Su capital distrital es Sapalache, que se encuentra a una altitud de 2 449 m s. n. m.
A la fecha está conformado por 48 centros poblados o caseríos, que se integran en tres zonas geográficas diferenciadas bajo criterios de integración ecológicos y socioeconómicos:
1) Sierra intermedia: Concentra a 15 caseríos, cuya altitud está entre los 2200 y 2650 m s. n. m., más cercanos a la capital provincial (a la vez son los más alejados de la línea de frontera); esta zona posee riego permanente con producción agrícola y ganadera.
2) Sierra alta: Conformada por 13 caseríos ubicados entre los 2700 y 3500 m s. n. m.; con fuertes heladas desarrolla una agricultura de subsistencia y se caracteriza por sus atractivos turísticos, bosques, riqueza arqueológica y medicina folklórica.
3) Selva alta: Compuesta por 20 caseríos que se encuentran entre los 1350 y 1600 m s. n. m.; con un gran potencial de recursos silvo-agropecuarios, ocupa el segundo lugar por importancia de extensión agrícola, después de la Sierra intermedia, prevaleciendo la utilización de tierras de secano.
La zona que limita con el Ecuador, está conformada por los caseríos de Peña Rica, Rosarios (Alto y Bajo), Sagrado Corazón de Jesús, Pan de Azúcar, Huaquillas, Palo Blanco, Salinas, Peña Blanca, El Hormiguero, Chaupe (Alto y Bajo), entre otros.
El territorio de El Carmen de la Frontera se ubica en el valle interandino y posee un relieve variado, predominando las montañas y quebradas. Se caracteriza por presentar un relieve accidentado, con abundantes afloramientos del sustrato rocoso conformando laderas de gran magnitud de suave y pronunciadas pendientes. Los suelos utilizados para la agricultura son arcillosos, que van de pobres a medianamente fértiles. Estos suelos se ubican generalmente en laderas, por lo que están expuestos a frecuentes erosiones pluviales y presentan una erosión de moderada a grave que se agrava al no existir una tradición de prácticas de conservación de suelos. El clima varía en función de la altitud; así en la cuenca Sapalache, el clima es templado a frío, en la parte alta del distrito donde se ubican las aguas medicinales conocidas como Huaringas o Huarinjas, el clima es frío y en la ceja de selva el clima es templado a caluroso.

## Autoridades

### Municipales
- 2019 - 2022[3]
  - Alcalde: Sebastián Melendres Ubillús,+ de Democracia Directa.
  - Regidores:

  1. Luis Eberto Guerrero Torres (Democracia Directa)
  2. Francisco Eradio Surita Neyra (Democracia Directa)
  3. Wuilberto Guerrero Zurita (Democracia Directa)
  4. Isela Torres Castillo (Democracia Directa)
  5. Heber Honorato Guerrero Neira (Región para Todos)

Alcaldes anteriores
- 2015-2018:[4] Merbin Peña Vilela, del Movimiento de Afirmación Social (MAS).
- 2011-2014: Ismael Huayama Neira, del Movimiento Agro Si) (AS).

### Policiales
- Comisario: Brigadier PNP Luis Huancas Frias.

## Festividades
- Virgen del Carmen: la festividad más significativa de la capital del distrito El Carmen de la Frontera es la celebración de la santísima Virgen del Carmen, dicha celebración se lleva a cabo desde el día 16 de julio hasta el 5 de agosto.
- Santa Clara
- Santa Rosa
- San Francisco
- Niño Dios de Shapaya: esta festividad es una de las más representativas de nuestro Distrito y con gran fervor religioso se celebra en Shapaya tierra de gente trabajadora y amable, y en dicha celebración se presentan los diferentes platos y tragos típicos, la tradicional carrera de caballos, las distintas danzas costumbristas que rescatan la tradición de nuestra Comunidad Campesina de Segunda y Cajas de la cual es la Cede Central. esta gran festividad se lleva a cabo desde el 20 de diciembre hasta el 6 de enero.